# Markus Kirchhofer
Markus Kirchhofer (* 14. Juni 1963 in Menziken) ist ein Schweizer Schriftsteller.

## Leben
Kirchhofer ist ausgebildeter Sekundarlehrer und Erwachsenenbildner. Er arbeitete als Kulturvermittler, unterrichtete an der Volksschule und bildete Lehrpersonen weiter. Er arbeitete 17 Jahre als Lehrer und 17 Jahre als Erwachsenenbildner. Seit 2013 ist er freier Autor.
Seine ersten Gedichte schrieb er mit sieben Jahren, angeleitet von seinem Primarlehrer, dem Schriftsteller Jannis Zinniker. Ein wesentlicher Teil seines vielfältigen Werks ist interdisziplinär. Fünf Jahre lang war er Gastkolumnist der Aargauer Zeitung / Mittelland Zeitung. Kirchhofers Publikationen erscheinen vorwiegend im Knapp Verlag und in der Edition Moderne.
Sein Graphic-Novel-Werk ist im Centre BD de la Ville de Lausanne archiviert.
Markus Kirchhofer lebt in Oberkulm. Er wohnte stets im Kanton Aargau, unterbrochen durch ein Studienjahr in Paris und längere Aufenthalte in den USA, China und Indien. Er ist verheiratet.

## Auszeichnungen und Einladungen
- 2020: Recherchereise durch Indien (Kolkata, die Sunderbans und Delhi, eingeladen von Pro Helvetia New Delhi) mit dem Schweizer Medienkünstler Marc Lee
- 2018: Werkbeitrag der Schweizer Kulturstiftung Pro Helvetia (interdisziplinär, mit Medienkünstler Marc Lee)
- 2016: Lesereise durch Indien (Delhi, Pune und Goa, eingeladen von Pro Helvetia New Delhi)
- 2015: Werkbeitrag der Schweizer Kulturstiftung Pro Helvetia für Prosa
- 2014: Werkbeitrag des Aargauer Kuratoriums für Prosa
- 2012: Werkbeitrag des Aargauer Kuratoriums für Lyrik
- 2009: Werkbeitrag des Aargauer Kuratoriums für Lyrik

## Werke

### Graphic Novel
- Matter. Zeichnungen Reto Gloor, Edition Moderne, Zürich 2021 (Neudruck, 1. Auflagen 1992 und 1993), ISBN 978-3-03731-212-4.
- Meyer & Meyer – als Aarau die Hauptstadt der Schweiz war. Zeichnungen Reto Gloor; Edition Moderne, Zürich 2015 (Neudruck, 1. Auflage 1996), ISBN 978-3-03731-144-8.
- Johann Peter Hebel – Kalendergeschichten in Comics und Illustrationen. Zeichnungen Parsua Bashi, Schwabe Verlag, Basel 2010, ISBN 978-3-7965-2646-6.
- Dachsspur. Zeichnungen Diego Balli, Schulverlag plus, Bern 2010, ISBN 978-3-292-00602-8.
- Unerhört. Zeichnungen Diego Balli, Schulverlag plus, Bern 2009, ISBN 978-3-292-00562-5.
- Augustin Keller 1805–1883. Zeichnungen Silvan Wegmann, Aarauer Neujahrsblätter 2006, ISBN 978-3-03919-014-0.
- Das Abkommen. Zeichnungen Studierende der Punkt G Gestaltungsschule Zürich, h.e.p verlag, Bern 2003, ISBN 978-3-03905-055-0.
- Der dritte Tell. Zeichnungen Melk Thalmann, Edition Moderne, Zürich 2000, ISBN 978-3-907055-41-0.
- Zschokkes Haus. Zeichnungen Diego Balli, Lehrmittelverlag des Kantons Aargau, 1998.
- meyer & meyer. Zeichnungen Reto Gloor, Edition Moderne, Zürich 1996, ISBN 3-907010-94-9.
- matter entZWEIt. Zeichnungen Reto Gloor, Edition Moderne, Zürich 1993, ISBN 3-907010-71-X.
- matter. Zeichnungen Reto Gloor, Edition Moderne, Zürich 1992, ISBN 3-907010-61-2.

### Theater
- Matter – Justizmord aus Notwehr? Musiktheater, Kurtheater Baden und Bühne Aarau, 2021.
- Bernhart Matters letzte Stationen – eine Carfahrt. Stationentheater, Muhen/Teufenthal/Gränichen/Aarau/Lenzburg 2012.
- Bärehunger. Freilicht-Theater, Muhen 2004.

### App
Mehr und weniger – fliegen durch ein dreidimensionales Buch. 2020 ff., Konzept: Marc Lee und Markus Kirchhofer, Übersetzung ins Englische: Erin Palombi (USA), Übersetzung ins Französische: Valentin Decoppet (Schweiz).